# Šab, dākheli, divār
Šab, dākheli, divār è un film del 2022 scritto, diretto e montato da Vahid Jalilvand. 
È stato presentato in concorso alla 79ª Mostra internazionale d'arte cinematografica di Venezia.

## Trama
Alì, affetto da una condizione degenerativa che lo sta rapidamente privando della vista, è in procinto di suicidarsi quando la polizia informa lui e gli altri condomini di aver circondato il palazzo, dove un sospetto potrebbe aver trovato rifugio nella fuga. Ad insaputa di Alì, istintivamente simpatetico verso la latitante, quest'ultima, una donna di nome Leila, si è nascosta proprio nel suo appartamento, custode di una terribile verità.

## Distribuzione
Il primo trailer del film è stato pubblicato il 4 settembre 2022.
Il film è stato presentato in anteprima mondiale in concorso alla 79ª Mostra internazionale d'arte cinematografica di Venezia l'8 settembre 2022.
Il film è stato presentato in anteprima l'8 settembre 2022 in concorso alla 79ª Mostra internazionale d'arte cinematografica di Venezia.

## Riconoscimenti
- 2022 - Mostra internazionale d'arte cinematografica di Venezia
  - In concorso per il Leone d'oro al miglior film